# Xã St. Joseph, Quận Champaign, Illinois
Xã St. Joseph (tiếng Anh: St. Joseph Township) là một xã thuộc quận Champaign, tiểu bang Illinois, Hoa Kỳ. Năm 2010, dân số của xã này là 5.876 người.